# Stazione di Parigi Montparnasse
La stazione di Parigi Montparnasse (in francese gare de Paris-Montparnasse) è una delle sei grandi stazioni di testa della SNCF a Parigi, situata nella parte meridionale della città, tra il XIV e il XV arrondissement. Capolinea dei treni ad alta velocità, attualmente è la quarta stazione per numero di passeggeri (circa 50 milioni/anno).

## Storia
Costruita nel 1840 a lato della rue de Rennes, fu allora chiamata gare de l'Ouest-Rive gauche. Divenuta troppo piccola per il volume di traffico, venne sostituita verso la fine dell'Ottocento da una costruzione completamente nuova.
Un incidente avvenuto il 22 ottobre 1895 provocò la distruzione di una parte della facciata per il violento impatto di una locomotiva a vapore che, oltre a compiere una corsa di circa 30 metri oltre i respingenti, demolì una parete spessa 60 centimetri precipitando nella piazza antistante, a 10 metri di dislivello rispetto al piano della stazione.
Durante la seconda guerra mondiale, il 25 agosto 1944 la stazione fu teatro della resa al generale Leclerc di Dietrich von Choltitz, governatore militare di Parigi, che aveva disobbedito all'ordine di Hitler di distruggere la città.
Sopravvissuta al conflitto mondiale, negli anni sessanta la stazione fu inclusa in un progetto di ristrutturazione che prevedeva un centro direzionale con costruzioni adibite a uffici, alloggi e esercizi commerciali.
La nuova versione risulta arretrata un centinaio di metri rispetto alla posizione originaria, per far spazio alle stazioni delle linee 4 e 12 della metropolitana. Inglobata in un complesso immobiliare comprendente varie costruzioni, tra cui anche la celebre Tour Montparnasse, non è facilmente riconoscibile dall'esterno come stazione ferroviaria.
Dagli anni novanta, la stazione ha acquisito un'importanza fondamentale nel sistema francese dei trasporti, come capolinea del TGV Atlantique, e ha subito un'ulteriore ristrutturazione con l'apertura di uno spazio verde, che la sovrasta, e, sotto di esso, di un parcheggio.

## Servizi
Dalla stazione Montparnasse partono attualmente i treni verso l'ovest e il sud-ovest della Francia e i treni ad alta velocità.
La stazione presenta 28 binari, di cui i primi 9 sono riservati ai TGV, è composta da un atrio alle cui pareti sono installate delle grandi composizioni in stile Op art dell'artista Victor Vasarely, con 85 biglietterie e sportelli-informazioni, e tre unità distinte:
- la stazione propriamente detta (porte Océane), a nord dei binari principali, accessibile da Place Dautry, di fronte alla Tour Montparnasse, e direttamente collegata alle stazioni della metropolitana

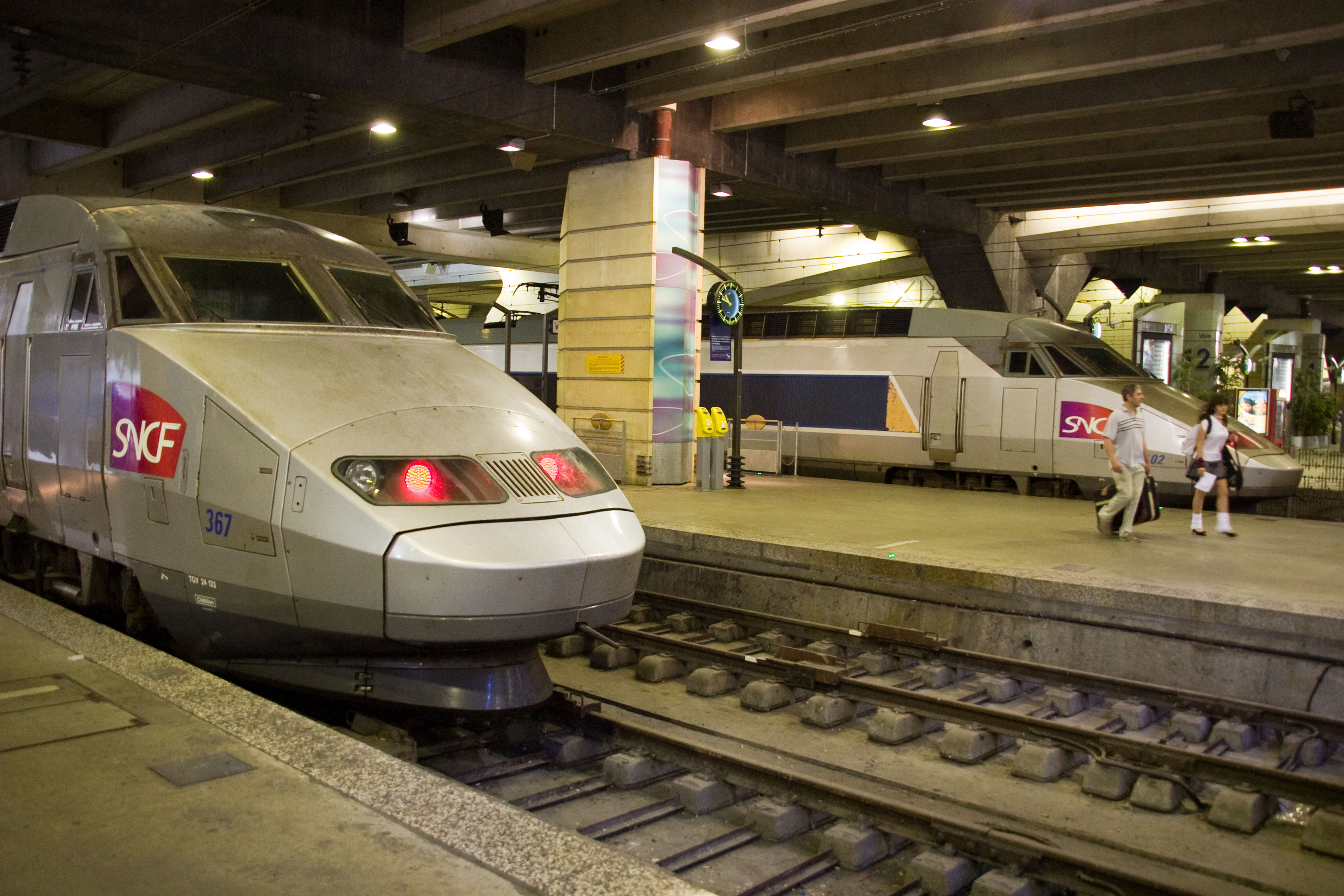
TGV nella stazione di Parigi Montparnasse

- la stazione Pasteur, a sud dei binari principali, accessibile da un'area adibita a parcheggio di taxi e a sosta breve per auto (carico e scarico)
- la stazione Vaugirard, a sud dell'Avenue Pasteur, attraverso la quale si accede ai binari situati all'estrema destra (dal 25 al 28), ordinariamente con destinazione Granville.

In un anno vi transitano 115 000 convogli (circa 315 al giorno), con un flusso giornaliero di circa 175 000 passeggeri, che in occasione dei grandi esodi festivi possono raggiungere punte di 400 000.
Oltre al giardino pensile, all'interno della stazione è possibile visitare un museo della Resistenza francese.

## Interscambi
- fermata autobus
- Fermata metropolitana (Montparnasse - Bienvenüe, linee 4, 6, 12 e 13)